# Sarah Childress Polk
Sarah Childress Polk (n. 4 septembrie 1803 - d. 14 august 1891) a fost soția lui James Polk, cel de-al unsprezecelea Președinte al Statelor Unite ale Americii. A fost Prima Doamnă a Statelor Unite ale Americii între 1845 și 1849.